# Thoreales
Thoreales K.M. Müller, A.R. Sherwood, C.M. Pueschel, R.R. Gutell, R.G. Sheath, 2002  é o nome botânico, segundo o sistema de classificação de Hwan Su Yoon et al. (2006), de uma ordem de algas vermelhas pluricelulares da classe Florideophyceae, subfilo Rhodophytina.

## Táxons inferiores
Família: Thoreaceae